# Sandman: Obertura
Sandman: Obertura (en inglés, The Sandman: Overture) es una novela gráfica del universo de The Sandman, escrita por Neil Gaiman y dibujada por J. H. Williams III. Está conformada por seis números, publicados entre octubre de 2013 (diecisiete años después de acabado el cómic regular y diez años después de Sandman: Noches eternas) y septiembre de 2015. Se trata de una precuela de la historia original, que transcurre principalmente durante 1915, un año antes de los sucesos del primer tomo de la historia global, Sandman: Preludios y nocturnos.

## Historia editorial
De acuerdo al propio Gaiman, esta obra originalmente se llamaría Sandman Cero; la tenía pensada de hace 25 años, pero el rumbo que tomó la historieta original no dio lugar a la narración de estos hechos.
Originalmente se publicó en Vertigo de DC Comics en seis números. En noviembre de 2015 se publicó una edición de lujo, que incluía los seis números en un solo volumen. En castellano, este tomo se publicó en enero de 2018 por ECC Ediciones. Esta versión incluye un prefacio de Neil Gaiman y finaliza con contenido extra, donde cada artista explica parte de su trabajo, seguido por una breve entrevista a cada uno de ellos.

## Títulos
| # | Título                                                       | Título original                  | Fecha       | Guion  | Dibujo       | Tinta        | Color        | Rotulación | Portada                     | Edición     | Edición     | pp.    |
| # | Título                                                       | Título original                  | Fecha       | Guion  | Dibujo       | Tinta        | Color        | Rotulación | Portada                     | ejecutiva   | asociada    | pp.    |
| - | ------------------------------------------------------------ | -------------------------------- | ----------- | ------ | ------------ | ------------ | ------------ | ---------- | --------------------------- | ----------- | ----------- | ------ |
| 1 | Una flor arde                                                | A flower burns                   | 30 oct 2013 | Gaiman | Williams III | Williams III | Stewart      | Klein      | (1) Williams III (2) McKean | Berger Bond | Lockard     | 28     |
| 2 | Tiene lugar una reunión                                      | A meeting's taken                | 26 mar 2014 | Gaiman | Williams III | Williams III | Stewart      | Klein      | (1) Williams III (2) McKean | Bond        | Miller      | 24     |
| 3 | Una niña aprende                                             | A child learns                   | 30 jul 2014 | Gaiman | Williams III | Williams III | Dave Stewart | Klein      | (1) Williams III (2) McKean | Bond        | Miller      | 24     |
| 4 | Abandonan a una estrella                                     | A star's forsaken                | 17 dic 2014 | Gaiman | Williams III | Williams III | Dave Stewart | Klein      | (1) Williams III (2) McKean | Bond        | Miller      | 24     |
| 5 | Cuando regresa la noche                                      | As night returns                 | 27 may 2015 | Gaiman | Williams III | Williams III | Dave Stewart | Klein      | (1) Williams III (2) McKean | Bond        | Yow, Miller | 24     |
| 6 | Viejos mundos se despiertan (incluye epílogo Mientras tanto) | Old worlds awaken (Meanwhile...) | 30 sep 2015 | Gaiman | Williams III | Williams III | Dave Stewart | Klein      | (1) Williams III (2) McKean | Bond        | Yow         | 34 (4) |

En los créditos de todos los números se menciona además a Neil Gaiman, Sam Kieth y Mike Dringenberg como creadores de los personajes de The Sandman.

## Recepción
Sandman: Obertura recibió elogios por parte de la crítica de IGN. En 2016, fue galardonada con el Premio Hugo a la mejor historia gráfica.